# Salzstraße

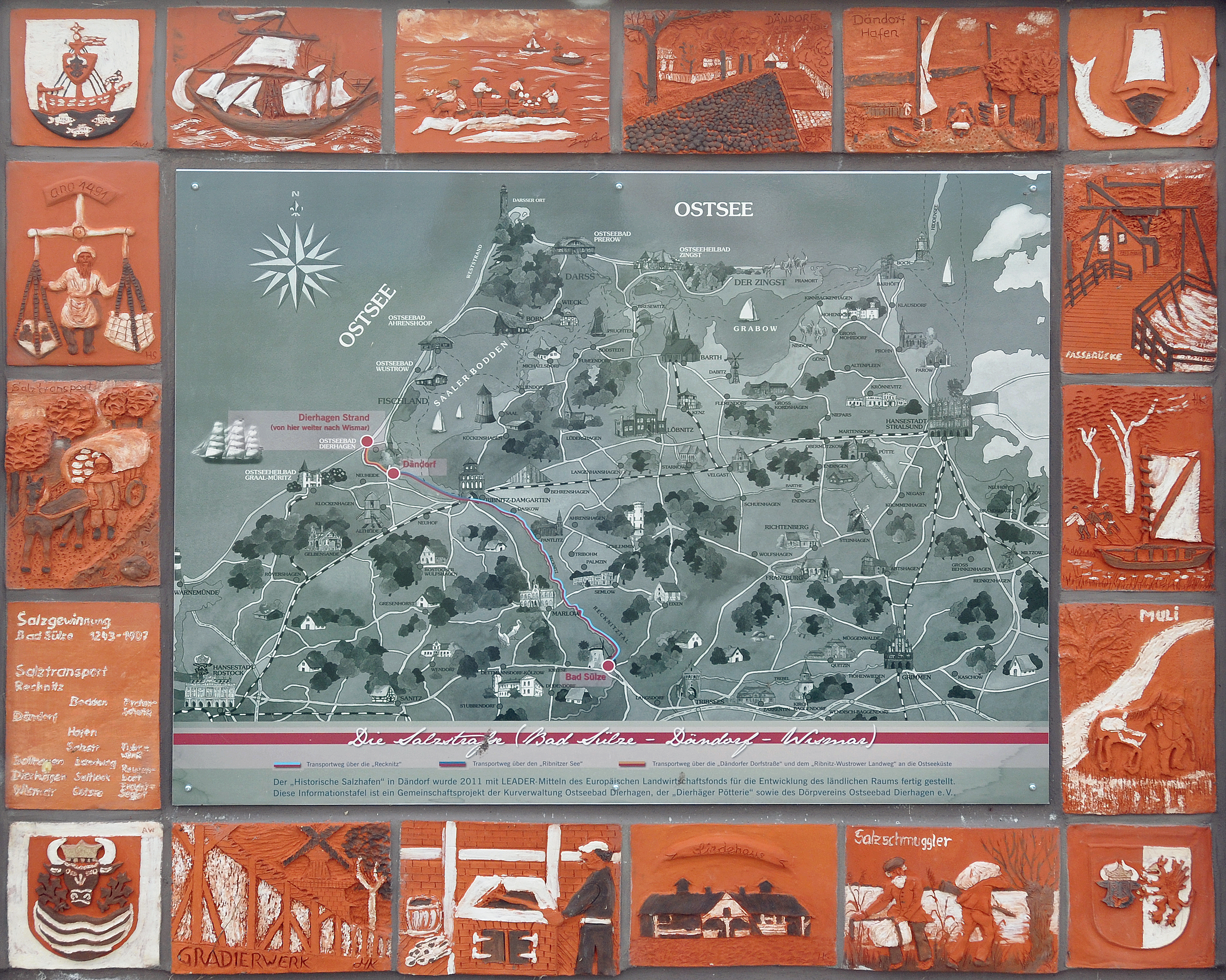
Die Salzstraße von Bad Sülze über Dändorf nach Wismar in den Jahren 1243 bis 1907

Als Salzstraße bezeichnet man alte Handelswege, auf denen Salz transportiert wurde. Im Mittelalter war der Transport von Waren über weite Strecken sehr mühsam und teuer. Nur edle und besonders begehrte Waren, wie zum Beispiel Silber, Salz, Bernstein, Seide und Gewürze wurden über große Entfernungen transportiert.
Zielorte des Fernhandels waren die großen Städte. Zwischen diesen Städten entstanden die ersten Fernstraßen. Da Salz nicht überall verfügbar war, zum Leben aber dringend gebraucht wurde, entstanden Salzstraßen vor allem zwischen Gebieten ohne Salz und den Salinen sowie Salzbergwerken.
Der Handel war durch Niederlagsrechte an bestimmte Orte und Wegstrecken gebunden. So musste auch das Salz in bestimmten Städten „niedergelegt“, das heißt, zum Verkauf angeboten werden. Zusätzlich verlangten diese Städte auch Zölle und Abgaben. Da Salz lebensnotwendig war, konnte damit gut Geld verdient werden.
In Deutschland sind sehr viele „Salzstraßen“, „Alte Salzstraßen“ und „Salzwege“ bekannt. Auch der Westfälische Hellweg ist eine ehemalige Salzstraße. Mittelalterliche Salzstraßen sind zumeist in ihrem genauen Verlauf bekannt. Es hat aber schon vorher, im frühen Mittelalter und besonders in vorrömischer Zeit verschiedenenorts Salzbergbau und andere Formen der Salzgewinnung und damit bedingt Salzhandel gegeben. Diese alten Routen lassen sich als vorgeschichtliche Handelswege manchmal aus Warenfunden rekonstruieren, aber allenfalls bruchstückhaft in der Landschaft nachvollziehen.
Der Begriff Via Salina wurde neuzeitlich nach dem Namensschema der alten Römerstraßen gewählt – eine historische Straßenbezeichnung aus der Römerzeit ist nicht bekannt. Er wird jedoch z. B. für die halb-professionelle Spurensuche auf entsprechenden Wegen gelegentlich verwendet und im Namen der sogenannten Euregio via salina mit dem Ziel der Regions-Förderung, vorrangig in touristischer Art.

## Salzstraßen in Deutschland

### Hallische Salzstraßen

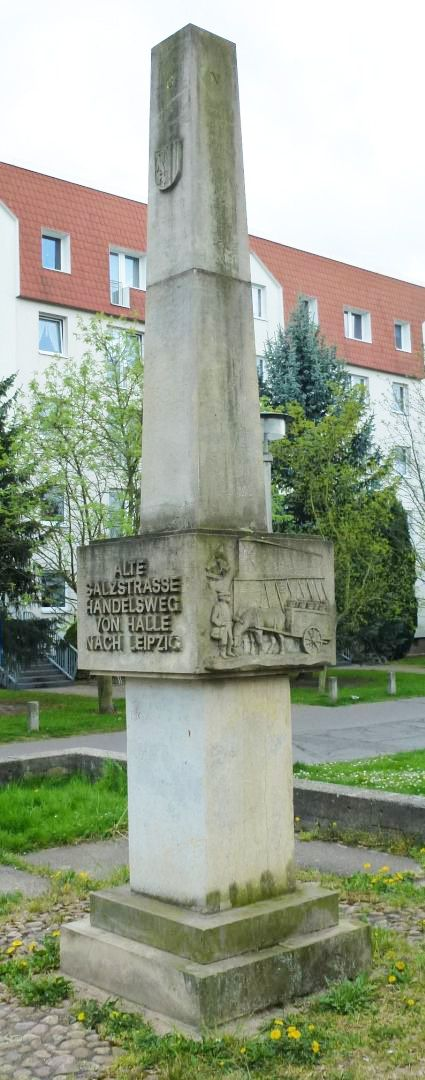
Alte Salzstraße in Leipzig-Grünau

Von den hallischen Salinen in Halle (Saale) spannten sich nach allen Seiten Handelswege. Noch heute sind einige dieser Verkehrsadern als Autobahnen, Bundesstraßen oder Eisenbahnlinien erkennbar. Andere früher wichtige Straßen sind heute für den Fernhandel bedeutungslos geworden und nur noch schmale Wanderwege. Teilweise tragen einige Teilstrecken noch heute den Namen „Salzstraße“.
Wichtige hallische Salzstraßen waren im Mittelalter folgende Wege:
- Hohe Straße (Merseburg – Weißenfels – Erfurt – Fulda – Hanau – Frankfurt am Main)
- Alte Salzstraße oder Böhmische Straße (Wegebündel zwischen Halle und Prag)
- Salzkärnerstraße oder Regensburger Straße
- Rheinstraße
- Holländische Straße
- Dessauer Straße
- Landsberger Straße
- Delitzscher Straße

### Hessen
Zwischen Bad Sooden-Allendorf und dem Rheingau verläuft der Sälzer Weg.

### Sächsische Salzstraßen (Böhmische Steige)

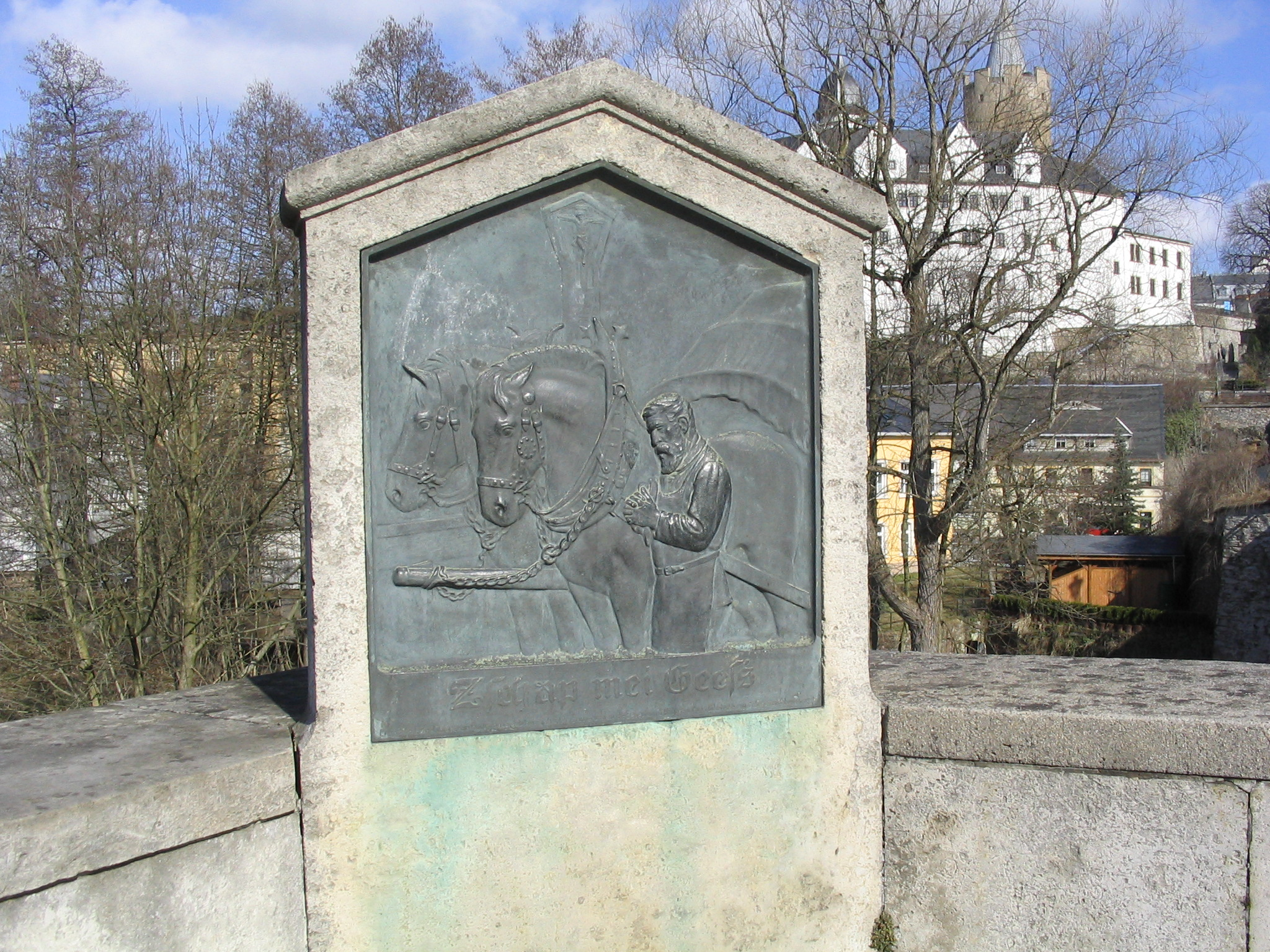
Denkmal der Sächsischen Salzstraße in Zschopau, Inschrift „Zschap mei Geeß“ (Zschopau mein Jesus), Dankbarkeit der Fuhrleute, das Erzgebirge überwunden und die Furt von Zschopau erreicht zu haben

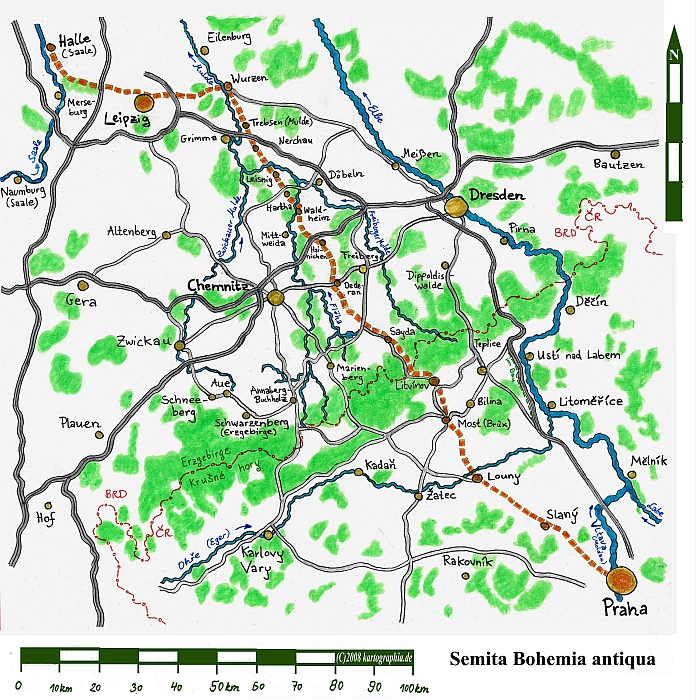
Verlauf der Salzstraße zwischen Halle und Prag über Oederan-Sayda-Seiffen-Most/Brüx

In Sachsen gab es schon vor der Besiedlung des Erzgebirgsvorlandes und des Erzgebirges mehrere sogenannte Böhmische Steige (tschechisch Česká stezka). Die Mehrzahl dieser Handelswege führten, ausgehend von den Salinen bei Halle in Richtung Süd-Osten und Süden durch Sachsen. Sie querten das Erzgebirge über verschiedene Erzgebirgspässe und verbanden Sachsen mit Böhmen. Wegen des in großem Umfang transportierten Gutes, dem Salz, wurden sie auch Salzstraße genannt.
Eine dieser Verbindungen verlief von Leipzig über Oederan, Sayda und Brüx (Most) nach Prag.
Eine touristische Entwicklung dieser Salzstraße durch den am 17. Juli 2010 in Halle gegründeten Verein „Alte Salzstraße Halle – Prag“ ist mittelfristig angedacht.
Eine weitere dieser sächsischen Salzstraßen führte von Halle über Leipzig, Chemnitz (siehe auch B 174), Zschopau, Marienberg, Reitzenhain und Komotau ebenfalls nach Prag.
Westlich dieser Route führte eine Salzstraße von Halle über Altenburg, Zwickau, Wildenfels, Hartenstein nach Lößnitz ins Westerzgebirge. Dort gabelte sie sich in zwei Wege nach Grünhain bzw. Zwönitz auf, um sich in Elterlein wieder zu vereinigen. Weiter führt diese Route über Schlettau (Querung der Zschopau) an die sächsisch-böhmische Grenze bei Kühberg. Über den Preßnitzer Pass ging es auf böhmischer Seite über Preßnitz in Richtung Kaaden (Kadaň) bzw. Kralupp (Kralupy u Chomutova) gen Prag.
Von diesem "Böhmischen Steig über den Preßnitzer Pass" zweigte östlich von Zwickau am Pöhlholz zwischen den Orten Pöhlau und Reinsdorf der "Böhmische Steig über den Frühbußer Pass" ab. Er führte über Vielau zum "Raubschloss" bei Oberhaßlau, wo die Zwickauer Mulde überquert wurde. Im weiteren Verlauf wurden die Orte Silberstraße, Wiesenburg, Weißbach, Griesbach und Lindenau passiert, wo der Hartmannsdorfer Forst erreicht wurde. Bis heute ist dieser Weg durch den Hartmannsdorfer Forst von Weißbach in Richtung "Waldschänke" in Lindenau als "Salzstraße" bekannt, allerdings auf direktem Weg unter Auslassung von Griesbach. In Richtung Frühbußer Pass führte diese Salzstraße anschließend nach Neidhardtsthal, wo wiederum die Zwickauer Mulde überquert wurde. Anschließend verlief sie nach Blauenthal, wo sie am Hang über der Großen Bockau zur Ruine des Ringwalls von Blauenthal verlief. Über Eibenstock führte sie durch ein Waldgebiet am 964 m ü. NN Brückenberg und dem spätmittelalterlichen Bergwerk Fletschmaul vorbei bis zum Zollamt bei Weitersglashütte, wo sie am Frübußer Pass die sächsisch-böhmische Grenze erreichte. Auf böhmischer Seite verlief die Salzstraße nach Eger (heute: Cheb).
In Leipzig besitzen drei Straßenabschnitte den Namen Alte Salzstraße, was auf einen alten Straßenverlauf zurückgeht.
Bekannt ist weiterhin eine „Alte Salzstraße“ im Vogtland. Von den Salinen bei Halle ausgehend führte sie dem Fluss Weiße Elster folgend über Elsterberg, Schönbach, Steinsdorf, Plauen, Trogen nach Hof.
Im Bereich Seifersdorf bzw. Naundorf kennt man ferner eine Salzstraße von Freiberg über Naundorf am Tharandter Wald, Colmnitz, Klingenberg, Höckendorf, Seifersdorf, Oelsa, Quohren, Kreischa, Lungkwitz nach Pirna.

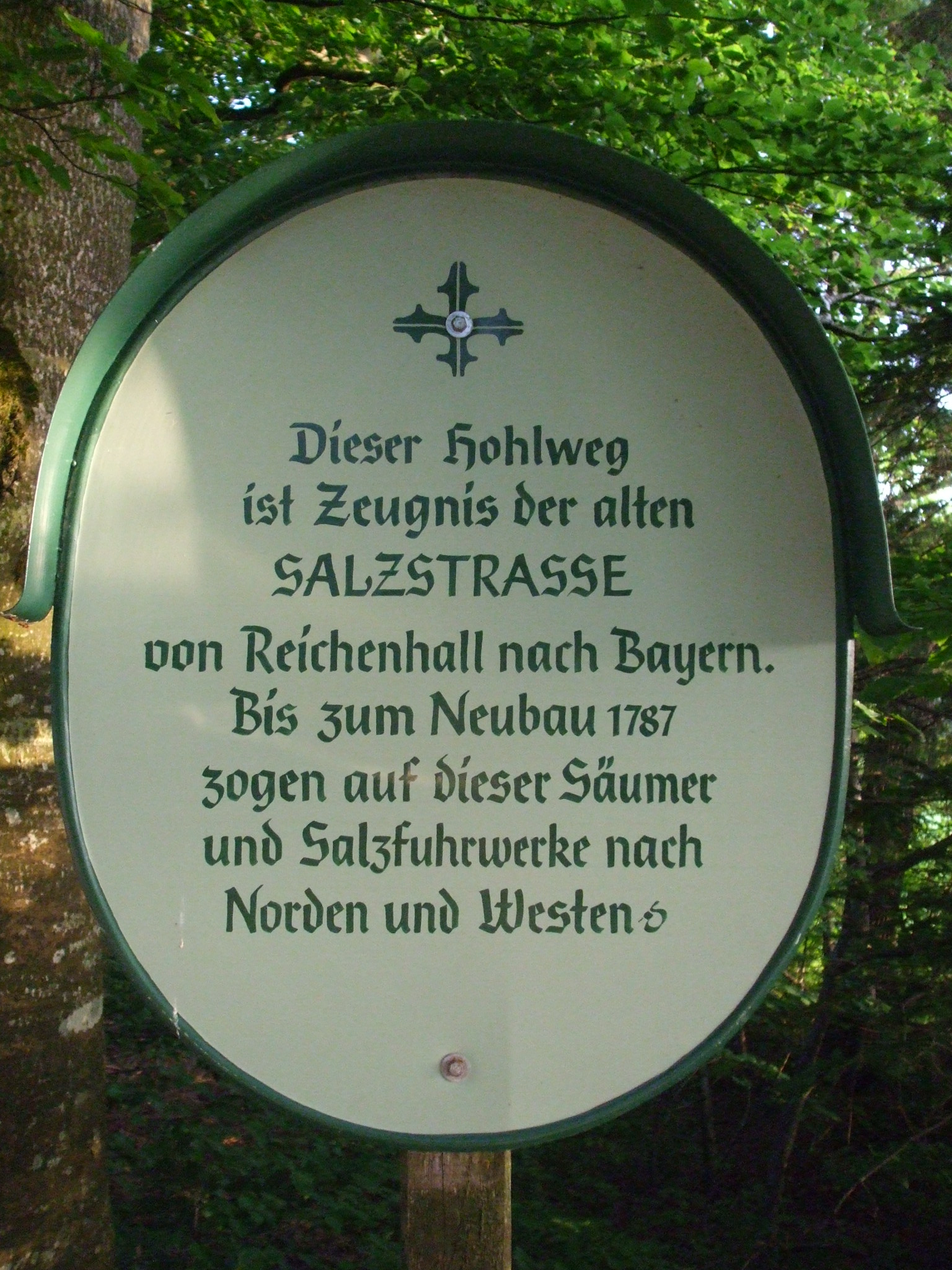
Beschilderung der historischen Salzstraße von Bad Reichenhall zum Bodensee bei Teisendorf

### Bayerische Salzstraßen
Von Bad Reichenhall per Schiff auf der Salzach und dem Inn nach Passau und weiter über den „Goldenen Steig“ nach Böhmen.
Ein bedeutender, wenn auch noch nicht wissenschaftlich erforschter Weg, ist der „Böhmweg“ von Deggendorf über Regen, Zwiesel, Lindberg, Prašily/Stubenbach, Dobrá Voda/Gutwasser, Hartmanitz/Hartmanice, nach Schüttenhofen/Sušice. Er ist der in einer Kaiserurkunde vom 1. Januar 1029 am frühesten bezeugte Altweg: „Strata que in Bavariam tendit – Die Straße, die nach Bayern führt“. Eigentlich heißt er also „Bayerstraße“ – wenn man allerdings von Böhmen nach Bayern geht, ist es der „Böhmweg“. Die weitere Strecke nach Bayerisch Eisenstein hat mit der historischen Trasse nichts zu tun, denn der heutige Grenzort ist erst seit dem späten 16. Jahrhundert besiedelt. „Den“ Böhmweg gibt es in der historischen Entwicklung nicht. Vielmehr gibt es ein ganzes Wegebündel, teilweise in der Ausdehnung von ca. 5 Kilometern. Eine alte Trasse begann in Seebach bei Niederalteich, wo der Isarhochweg die Donau überquerte (vgl. Isarhofen, Isargmünd), da ursprünglich die Isar hier verlief. Dann gibt es noch mehrere Trassen, die von der Geiersbergkirche bei Deggendorf und vom Stadtzentrum aus über Haslach, Parst dem Ruselabsatz zustrebten. Der heute touristisch genutzte „Böhmweg“ führt über Greising, Bischofsmais, Regen, Schweinhütt nach Zwiesel; er ist im 18. Jahrhundert bezeugt.
Der in der Urkunde von 1029 genannte „Weg, den Gunther [von Niederaltaich] kürzlich anlegte“, wird heute als „Gunthersteig“ als Wanderweg angeboten. Er führte von Niederaltaich über den Lallinger Winkel nach Rinchnach und bog dann vor Zwiesel in den alten „Böhmweg“ ein. Die heute angebotene Route Niederaltaich – Rinchnach – Zwiesel – Böhmen (bis nach Prag!) ist nur bis Zwiesel historisch. Als in der zweiten Hälfte des 16. Jahrhunderts der bayerische Herzog den Salzhandel von den Passauer „Goldenen Steigen“ übernahm, verlief eine Salzstraße von Vilshofen über Schönberg, dem Sonnenwaldgebiet, Hangerleithen, Regen weiter nach Böhmen. Auch dieser Weg ist wie der Böhmweg und der Gunthersteig noch nicht wissenschaftlich erforscht.
Eine mittelalterliche Salzstraße führte von Bad Reichenhall über München und Landsberg am Lech zum Bodensee. Die Haupt(einkaufs)straßen im Zentrum Münchens, speziell in der Altstadt zwischen Isartor und Karlstor, folgen deren Verlauf bis heute.

### Schleswig-Holsteinische Salzstraße
Diese „Alte Salzstraße“ führt von Lüneburg nach Lübeck und ist heute als Ferienstraße ausgeschildert.

### Thüringer Salzstraßen
Eine Straße Thüringens, auf der früher hauptsächlich Salz transportiert wurde, ist die Salzmannstraße. Eine weitere Salzstraße führte von der Werra bei Bad Salzungen nach Erfurt.

### Westfalen
In Münster gibt es in der heutigen Innenstadt die Salzstraße. Ein alter Salzweg von der Saline Königsborn verläuft südlich von Hattingen nahe dem Ort Holthausen in Ost-West-Richtung von Unna zum Rheinland. Die Straße führt heute noch diesen Namen.

### Baden-Württemberg
Von Schwäbisch Hall im heutigen nordöstlichen Baden-Württemberg, wo in einer Saline wenigstens seit dem 11. Jahrhundert Salz gewonnen wurde, gingen wenigstens drei Salzstraßen aus.
- Eine führte über den Mainhardter Wald im Westen in Richtung Heilbronn.
- Eine zweite führte über Bühlertann im oberen Bühlertal und anschließend die Höhen der Ellwanger Berge nach Ellwangen im Südosten; im Bühlertanner Teilort Fronrot etwas nach dem Berganstieg heißt heute noch die Durchgangsstraße Salzstraße.
- Eine dritte führte über das Tal der Murr und anschließend den Südsaum der Löwensteiner Berge nach Marbach am Neckar und letztlich Ludwigsburg; von ihr hat sich bei Rielingshausen etwa der Flurname Salzstraße gehalten.[2]

## Salzstraßen in Polen

### Alte Salzstraße Neusalz-Böhmen
1772 wurde unter Friedrich dem Großen die Seehandlungs-Sozität gegründet, die Steinsalz nach Schlesien importierte. Königliche Salzämter wurden u. a. in Brieg, Schweidnitz, Cosel, Ratibor, Neusalz, Glogau, Sagan, Bunzlau und Liegnitz angelegt.
Die Alte Salzstraße in Niederschlesien begann in Neusalz am Umschlagkai. Das Steinsalz wurde aus Stettin die Oder hinauf nach Schlesien transportiert und dann auf der Alten Salzstraße mit Fuhrwerken nach Süden (bis Böhmen) verteilt und gehandelt.
Verlaufbeginn: Neusalz – Neustädtel – Gießmannsdorf – Zauche – Zeisdorf – Eckersdorf – Sprottischwaldau – Waldhäuser – Baierhaus – Oberleschen – Hilger Kretscham – weiter nach Böhmen.

## Salzstraßen in Österreich

### Linzer Steig
Der Linzer Steig bezeichnet ein mittelalterliches Netz von Saumpfaden, die vom Salz-Stapelplatz Linz nach Böhmen führten. Im 19. Jahrhundert übernahm die Pferdeeisenbahn Budweis–Linz–Gmunden die Funktion des Linzer Steigs.

### Obere Tiroler Salzstraße
Sie führte von Hall in Tirol durch das Außerfern über dem Oberjochpass in das Allgäu und dort über Immenstadt im Allgäu und Simmerberg nach Buchhorn bei Friedrichshafen am Bodensee, von wo aus das Salz in die Schweiz verschifft wurde. 1771 verlor Buchhorn sein Monopol und Lindau wurde zum bevorzugten Salzumschlagplatz.

### Untere Tiroler Salzstraße
Sie ist die ältere der beiden Salzstraßen, die die Abbaugebiete um Berchtesgaden und Hall in Tirol mit dem Bodensee verband. Sie führte im westlichen Teil über vom Bischof von Kempten beherrschtes Gebiet (Kempten, Isny, Wohmbrechts). Die wirtschaftlichen Vorteile des Transportmonopols veranlassten den Tiroler Landesfürsten, die vorgenannte obere Handelswegvariante auf überwiegend eigenem Gebiet einzurichten.

### Südliche Tiroler Salzstraße
Diese führte von Hall in Tirol über die Gemeinden Ampass, Aldrans, Lans, Patsch, Ellbögen und Pfons an der östlichen Talseite des Wipptals bis nach Matrei am Brenner und war damals der kürzester Weg, das Salz nach Italien zu bringen. Ihrem Verlauf folgt heute die Ellbögener Straße (L 38).

## Salzstraßen in Südeuropa
- Die bekannteste italienische Salzstraße, die Via Salaria, führte von Ostia über Rom bis zur Adria.

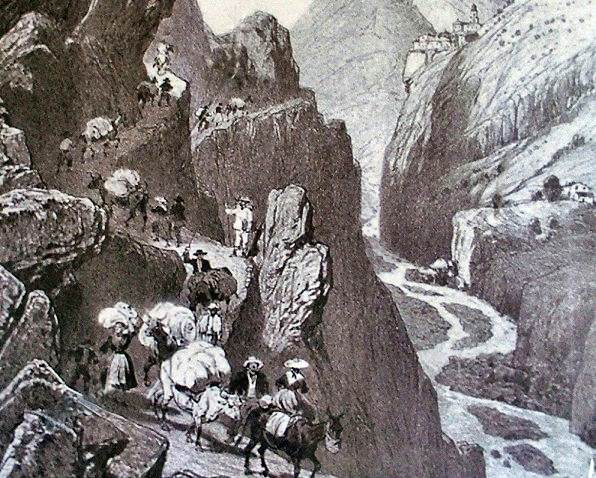
'Route du Sel' durch das Royatal

- Auf einer Vielzahl von Salzstraßen wurde Salz aus den Salinen der Provence in die Poebene und weiter in die mitteleuropäischen Zentren transportiert. Die bekanntesten sind:
  - die Salzstraße, die durch das Royatal in den Seealpen über den Col de Tende nach Cuneo und
  - die Salzstraße, die durch den Buco di Viso in den Cottischen Alpen nach Saluzzo im Piemont führte.
- Dem Zweck der Ferienstraße dient die
  - Via del Sale, die die Salzgewinnungsorte Trapani und Marsala miteinander verbindet
- Die bekannteste kroatische Salzstraße, die Josephina, verbindet die Stadt Senj an der Adria mit der Stadt Karlovac und der pannonischen Tiefebene.